# Nhà hát Lalka

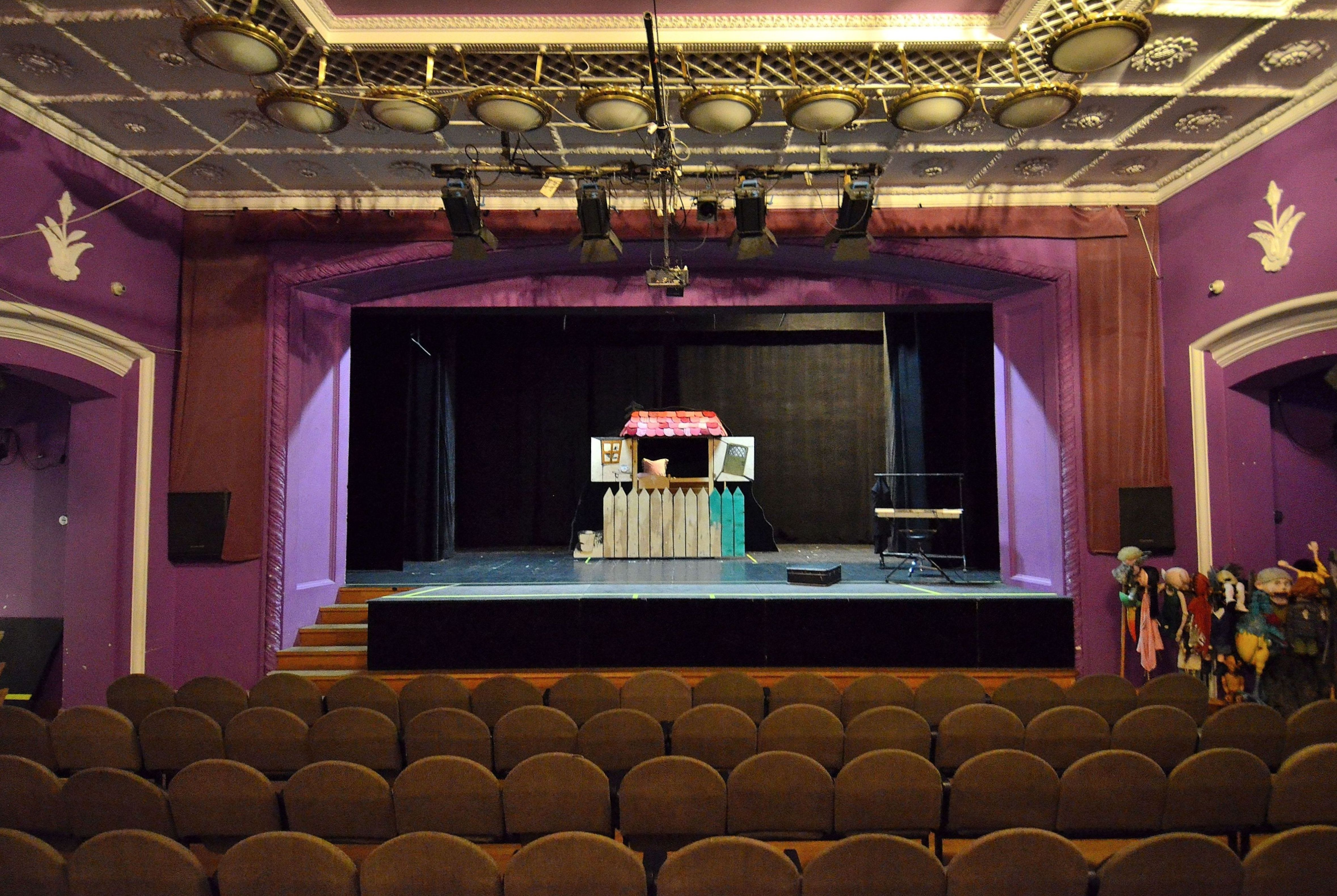
Sân khấu Nhà hát Lalka ở Warsaw (2015)

Nhà hát Lalka (tiếng Ba Lan: Teatr Lalka) là một trong những sân khấu múa rối lâu đời nhất ở Ba Lan, tọa lạc ở Warsaw và bắt đầu hoạt động từ năm 1945. Năm 1950, Nhà hát được quốc hữu hóa và chính thức mang tên Nhà hát Lalka. Hiện nay, Nhà hát có trụ sở tại Tháp Văn hóa và Khoa học.

## Tiết mục
Các tiết mục của Nhà hát Lalka rất phong phú và đa dạng, hấp dẫn mà cũng gần gũi, hướng tới mọi đối tượng: thu hút từ khán giả nhỏ tuổi, người lớn, gia đình ở Warsaw cho đến những du khách nước ngoài yêu nghệ thuật. Trong đó, nổi bật nhất là các vở diễn dựa trên các câu chuyện cổ tích và tác phẩm văn học kinh điển của Ba Lan cũng như thế giới, chẳng hạn như "Cô bé lọ lem", "Jack và cây đậu thần" hay sử thi Odyssey. Ngoài ra, Nhà hát còn mang đến những chương trình âm nhạc, màn ảo thuật cùng những hình thức nghệ thuật đương đại được đông đảo khán giả đón xem.
Mặc dù đa dạng như vậy, Nhà hát vẫn giữ vững mục tiêu quan trọng nhất là mang lại giá trị nghệ thuật cao đến với khán giả. Các buổi biểu diễn luôn được đánh giá cao bởi cả công chúng và giới phê bình ở Ba Lan cũng như quốc tế. Điều này được thể hiện qua hàng chục giải thưởng nghệ thuật danh giá được trao cho Nhà hát, với các vở diễn nổi tiếng như: Guignol (1956), Tygrys Pietrek (1962), Jan Tajemnik (1991), Odyseja (2000 và 2001), Jan Tajemnik (2004), Buratino (2016),  Ostatni tatuś (2007), Janosik (2011), Krzesiwo (2017), Krawiec Niteczka (2018) và rất nhiều vở diễn thành công khác.